# Tomoyasu Ando
Tomoyasu Ando (安藤 智安 Ando Tomoyasu?), född 23 maj 1974 i Shizuoka prefektur, är en japansk före detta fotbollsspelare.
Ando började sin karriär 1997 i Urawa Reds. 1997 blev han utlånad till Avispa Fukuoka. 2002 flyttade han till Omiya Ardija. Han avslutade karriären 2006.